# 约翰·马尔科姆
约翰·马尔科姆（英語：John Malcolm，？—），新西兰男子草地滚球运动员。他曾代表新西兰参加1978年英联邦运动会草地滚球比赛，获得男子四人银牌。